# Undiscovered (utwór)
"Undiscovered" – utwór napisany przez brytyjskiego wokalistę Jamesa Morrisona, Martina Brammera i Steve Robsona, a wykonywany przez Morrisona. Pojawił się na jego debiutanckim albumie Undiscovered i 12 marca 2007 roku był wydany jako jego czwarty singiel.

## Listy utworów
iTunes UK Download
1. Undiscovered (na żywo w Tokio)